# Ben Hatke
Ben Hatke (né en 1977) est un auteur de bande dessinée pour enfants et illustrateur américain.

## Publications

### Traductions en français
Illustration
- Regina Doman, L'Ange des eaux (Angel in the Waters), Paris : Éditions de l'Emmanuel, 2008  (ISBN 9782353890347).

Bande dessinée
- Zita, la fille de l'espace (Zita the Space Girl), Paris : Rue de Sèvres :

1. Zita, la fille de l'espace, 2013  (ISBN 9782369810094).
2. Zita, la fille de l'espace 2, 2014  (ISBN 9782369810100).
3. Zita, la fille de l'espace 3, 2014  (ISBN 9782369810223).

- Julia et les Monstres perdus (Julia's House for Lost Creatures), Paris : Dargaud jeunesse, 2015  (ISBN 9782205074574).
- Personne n'aime les gobelins (Nobody likes a goblin), Paris : Dargaud jeunesse, 2016  (ISBN 9782205076004).
- Jack le téméraire (Mighty Jack), Paris : Rue de Sèvres :

1. Dans les griffes du jardin maléfique, 2017  (ISBN 9782369814979).
2. Face au roi des gobelins, 2018  (ISBN 9782369814993)

## Récompense
- 2016 : Prix Eisner de la meilleure publication pour petits lecteurs avec Little Robot